# Суйнін (Китай)
Суйнін (кит. спр. 遂宁市, піньїнь: Sùiníng Shì) — місто-округ в китайській провінції Сичуань. 

## Географія
Суйнін розташовується у східній частині провінції.

### Клімат
Місто знаходиться у зоні, котра характеризується вологим субтропічним кліматом. Найтепліший місяць — липень із середньою температурою 26.7 °C (80 °F). Найхолодніший місяць — січень, із середньою температурою 5.6 °С (42 °F).
| Клімат Суйніна          | Клімат Суйніна | Клімат Суйніна | Клімат Суйніна | Клімат Суйніна | Клімат Суйніна | Клімат Суйніна | Клімат Суйніна | Клімат Суйніна | Клімат Суйніна | Клімат Суйніна | Клімат Суйніна | Клімат Суйніна | Клімат Суйніна |
| Показник                | Січ.           | Лют.           | Бер.           | Квіт.          | Трав.          | Черв.          | Лип.           | Серп.          | Вер.           | Жовт.          | Лист.          | Груд.          | Рік            |
| Середня температура, °C | 6              | 8              | 13             | 18             | 22             | 24             | 27             | 27             | 22             | 17             | 12             | 8              | 17             |
| Норма опадів, мм        | 13             | 15             | 27             | 73             | 100            | 132            | 204            | 161            | 137            | 83             | 32             | 15             | 993            |
| ----------------------- | -------------- | -------------- | -------------- | -------------- | -------------- | -------------- | -------------- | -------------- | -------------- | -------------- | -------------- | -------------- | -------------- |
| Джерело: Weatherbase    |                |                |                |                |                |                |                |                |                |                |                |                |                |